# Colonia Yucatán
Colonia Yucatán es una localidad rural perteneciente al municipio de Tizimín en el oriente del estado mexicano de Yucatán. Según el censo de 2010 realizado por el INEGI, la localidad cuenta con una población de 1.264 habitantes.
Tiene una altitud promedio de 17 m s. n. m. y se localiza a una distancia de 213 km de la ciudad capital del estado, Mérida, 130 km de Cancún, 46 km de Tizimín, 38 km de El Cuyo, 36 km de Sucopo y 29 km de Kantunilkín.

## Geografía
Colonia Yucatán se localiza en las coordenadas 21°12′45″N 87°43′33″O / 21.21250, -87.72583 (21.2125, -87.725833). De acuerdo con el censo de 2010, la población tiena una altitud promedio de 17  metros sobre el nivel del mar.

### Orografía e hidrografía
En general, la localidad posee una orografía plana, clasificada como llanura de barrera; sus suelos son generalmente rocosos o cementados. El municipio al que pertenece la ciudad se encuentra ubicado en la región hidrológica Yucatán Norte. Sus recursos hidrológicos son proporcionados principalmente por corrientes subterráneas; las cuales son muy comunes en el estado.

## Servicios públicos
Según el censo de 2005, en Colonia Yucatán hay un total de 318 hogares, de los cuales 310 son viviendas, 21 tienen piso de tierra y unos 23 consisten de una sola habitación, 274 de todas las viviendas tienen instalaciones sanitarias, 301 son conectadas al servicio público y 297 tienen acceso a la luz eléctrica. La estructura económica permite a 17 viviendas tener una computadora, a 165 tener una lavadora y 265 tienen una televisión.

### Educación
Según el censo de 2005, en la población hay 147 analfabetos de 15 y más años, 7 de los jóvenes entre 6 y 14 años no asisten a la escuela. De la población a partir de los 15 años 111 no tienen ninguna escolaridad, 434 tienen una escolaridad incompleta, 161 tienen una escolaridad básica y 183 cuentan con una educación posterior a básica. Un total de 134 de la generación de jóvenes entre 15 y 24 años de edad han asistido a la escuela, la mediana escolaridad entre la población es de 6 años.

## Demografía
Según el censo de 2010 realizado por el INEGI, la población de la localidad era de 1264 habitantes.